# Ҡ
Ҡ, ҡ (К с перекладиной сверху слева, в Юникоде — башкирская «ка») — 15-я буква башкирского алфавита, где обозначает звук [q]. Звук, обозначаемый буквой, встречается в орхоно-енисейских надписях: ҡалмыш, ҡатун, ҡапығ, ҡырҡыз, ҡул.
Фонема [ҡ] является коррелятом звонкой фонемы [ғ], отличается от неё последовательной глухостью и слабо выраженной смычностью. Отмечается озвончание в слове яға («воротник»), в остальных случаях в корневых морфемах фонема [ҡ] сохраняет большую устойчивость во всех позициях (ҡыш — «зима», аҡ — «белый», баҡыр — «медь»).
Перед начальным аффиксальным гласным в ауслауте фонема [ҡ] при агглютинации постоянно озвончается: тара[ҡ] — «расчёска», тара[ғ]ым — «моя расчёска»; ҡуна[ҡ] — «гость», ҡуна[ғ]ым — «мой гость»).
В исконно башкирских словах употребляется в сочетании с гласными заднего ряда. Из гласных с переднего ряда сочетается с [ә] и [и] (ҡәйнә — «свекровь», ҡәләм — «карандаш», ҡиммәт — «дорогой, ценный», ҡиәфәт — «облик»).